# 薬師院 (高梁市)
薬師院（やくしいん）は、岡山県高梁市上谷町にある寺院。正式名称は瑠璃山 泰立寺 薬師院。

## 歴史
寺伝によれば、花山法皇の開基により寛和2年（968年）原村（現在の備中高梁駅周辺）に創建された。2度の火災により衰退したが、慶長5年（1600年）備中代官小堀正次が入国し城下町の整備を行った。これに伴い現在地へ移転され、石垣の築造に着手、二十余年を経た元和10年（1624年）51代院家宥遍の代に完成した。この時造営された庭園は江戸時代初期の密教的庭園である。

## 文化財
- 本堂（岡山県指定重要文化財）[1]
- 仁王門（高梁市指定重要文化財）
- 延命地蔵菩薩（高梁市指定重要文化財）